# Rzehakinella
Rzehakinella es un género de foraminífero bentónico de la familia Fabulariidae, de la superfamilia Alveolinoidea, del suborden Miliolina y del orden Miliolida. Su rango cronoestratigráfico abarcaba el Campaniense medio y superior (Cretácico superior).

## Clasificación
En Rzehakinella no se ha considerado ninguna especie.